# Trude Marstein
Trude Marstein (Tønsberg, 18 de abril de 1973) es una escritora y traductora noruega que ha incursionado en varios géneros, entre ellos la novela y el ensayo. Tras debutar en 1998 con Sterk sult, plutselig kvalme, fue galardonada con el Tarjei Vesaas' debutantpris.
Además del galardón en su debut, ha recibido varios otros reconocimientos, entre ellos el Premio Dobloug de la Academia Sueca en 2004 y el Premio de la Crítica de Noruega en 2006 por su novela Gjøre godt.

## Obras
- Sterk sult, plutselig kvalme, novela (1998)
- Plutselig høre noen åpne en dør, novela (2000)
- Happy Birthday, literatura infantil (2002)
- Elin og Hans, novela (2002)
- Konstruksjon og inderlighet, ensayo (2004)
- Byens ansikt – obra de teatro (2005) junto a Aasne Linnestå, Rune Christiansen, Gunnar Wærness og John Erik Riley
- Gjøre godt, novela (2006)
- Ingenting å angre på, novela (2009)
- Hjem til meg, novela (2012)
- Så mye hadde jeg, novela (2018)